# Kim Tae-woo
Kim Tae-woo (en hangul, 김태우); nacido el 15 de abril de 1971 en Seúl), es un actor surcoreano.

## Biografía
Su hermano menor es el actor Kim Tae-hoon.

## Carrera
Es miembro de la agencia J,Wide-Company (제이와이드 컴퍼니 ).

## Filmografía

### Series de televisión
| Año     | Título                                  | Canal | Notas             | Ref.          |
| ------- | --------------------------------------- | ----- | ----------------- | ------------- |
| 1996    | First Love                              | KBS   |                   |               |
| 1998    | Lie                                     | KBS2  |                   |               |
| 1999    | Love Story                              | SBS   |                   |               |
| 1999    | Should My Tears Show                    | MBC   |                   |               |
| 2001    | Blue Mist                               | KBS2  |                   |               |
| 2002    | The Woman                               | SBS   |                   |               |
| 2008    | Tokyo Shower                            | SBS   |                   |               |
| 2010    | Daemul: Big Thing                       | SBS   | Cameo             |               |
| 2010    | God's Quiz                              | OCN   |                   |               |
| 2012    | Dummy Mommy                             | SBS   |                   |               |
| 2013    | That Winter, The Wind Blows             | SBS   |                   |               |
| 2014    | God's Gift - 14 Days                    | SBS   |                   |               |
| 2016    | Goodbye Mr. Black                       | MBC   |                   |               |
| 2016    | The Good Wife                           | tvN   |                   |               |
| 2016    | My Wife's Having an Affair This Week    | jTBC  | Cameo             |               |
| 2016    | Noodle Shop Woman                       | KBS2  | Cameo             |               |
| 2017    | Black                                   | OCN   |                   |               |
| 2017    | The Most Beautiful Goodbye in the World | tvN   |                   |               |
| 2018    | Queen of Mystery 2                      | KBS2  |                   | [ 2 ]         |
| 2018    | Secret Mother                           | SBS   |                   |               |
| 2019    | Romance is a Bonus Book                 | tvN   |                   | [ 3 ]         |
| 2019    | The Banker                              | MBC   |                   |               |
| 2019    | Different Dreams                        | MBC   |                   |               |
| 2019    | The Tale of Nokdu                       | KBS2  |                   |               |
| 2020    | The Spies Who Loved Me                  | MBC   |                   | [ 4 ]         |
| 2020    | Awaken                                  | tvN   |                   |               |
| 2020-21 | Mr. Queen                               | tvN   |                   | [ 5 ]         |
| 2021    | Bossam: Steal the Fate                  | MBN   |                   |               |
| 2022    | Cleaning Up                             | jTBC  |                   | [ 6 ]         |
| 2022    | Bad Prosecutor                          | KBS2  |                   | [ 7 ]         |
| 2022-23 | Missing: The Other Side                 | tvN   | Cameo - 2.ª temp. | [ 8 ]         |
| 2023    | Twinkling Watermelon                    | tvN   |                   | [ 9 ]         |
| 2024    | Love Song for Illusion                  | KBS2  |                   | [ 10 ] [ 11 ] |

### Películas
| Año  | Título                          | Notas        | Ref.   |
| ---- | ------------------------------- | ------------ | ------ |
| 1997 | The Contact                     |              |        |
| 1998 | A Mystery of the Cube           | Protagonista |        |
| 2000 | Joint Security Area             |              |        |
| 2002 | Saving My Hubby                 |              |        |
| 2005 | Sa-kwa                          |              |        |
| 2005 | Don't Look Back                 |              |        |
| 2006 | Woman on the Beach              |              |        |
| 2007 | Epitaph                         | Protagonista |        |
| 2007 | Wide Awake                      |              |        |
| 2008 | The Naked Kitchen               | Protagonista |        |
| 2009 | Like You Know It All            | Protagonista |        |
| 2009 | You Don't Even Know             |              |        |
| 2010 | The Influence                   |              |        |
| 2010 | No Doubt                        | Protagonista |        |
| 2010 | Yeouido                         |              |        |
| 2011 | Quick                           | Cameo        |        |
| 2012 | Horror Stories                  | Cameo        |        |
| 2012 | The Winter of the Year was Warm |              |        |
| 2013 | The Face Reader                 |              |        |
| 2014 | Memories of the Sword           |              |        |
| 2014 | Santa Barbara                   | Cameo        |        |
| 2014 | The Pirates                     |              |        |
| 2015 | Casa Amor: Exclusive for Ladies |              | [ 12 ] |
| 2018 | Mothers                         |              |        |
| 2018 | Rampant                         | Cameo        |        |
| 2019 | Forbidden Dream                 |              |        |
| 2023 | Project Silence                 |              | [ 13 ] |

## Teatro
- Blue Room (2011)

## Vídeos Musicales
- M.C the Max - Love is Going To Be Painful (2009)